# Sojuz TMA-14M
Sojuz TMA-14M (ryska: Союз ТMA-14M) var en flygning i det ryska rymdprogrammet. Flygningen transporterade Aleksandr Samokutjajev, Jelena Serova och Barry Wilmore till och från Internationella rymdstationen ISS.

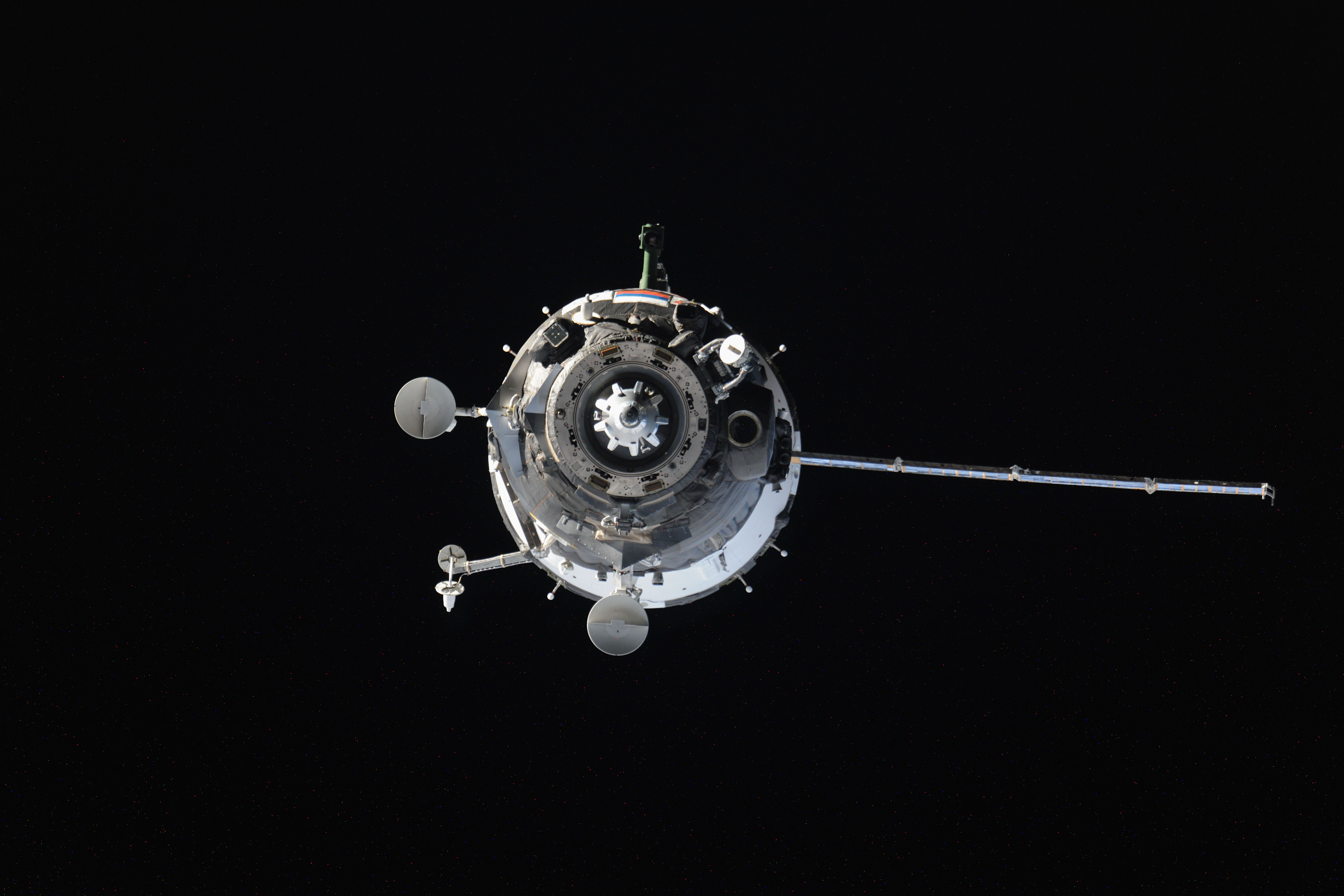
Endast en solpanel var utvecklad vid dockningen.

Farkosten sköts upp från Kosmodromen i Bajkonur, den 25 september 2014, med en Sojuz-FG-raket. En av farkostens solpaneler vecklade inte ut sig som planerat strax efter att man nått omloppsbana runt jorden. Solpanelen vecklade senare ut sig efter att man dockat med ISS, vilket man gjorde den 26 september 2014.
Farkosten lämnade rymdstationen den 11 mars 2015. Några timmar senare återinträdde den i jordens atmosfär och landade i Kazakstan.
I och med att farkosten lämnade rymdstationen var Expedition 42 avslutad.